# Erastroides oliviaria
Erastroides oliviaria là một loài bướm đêm trong họ Noctuidae.